# Telèfon públic

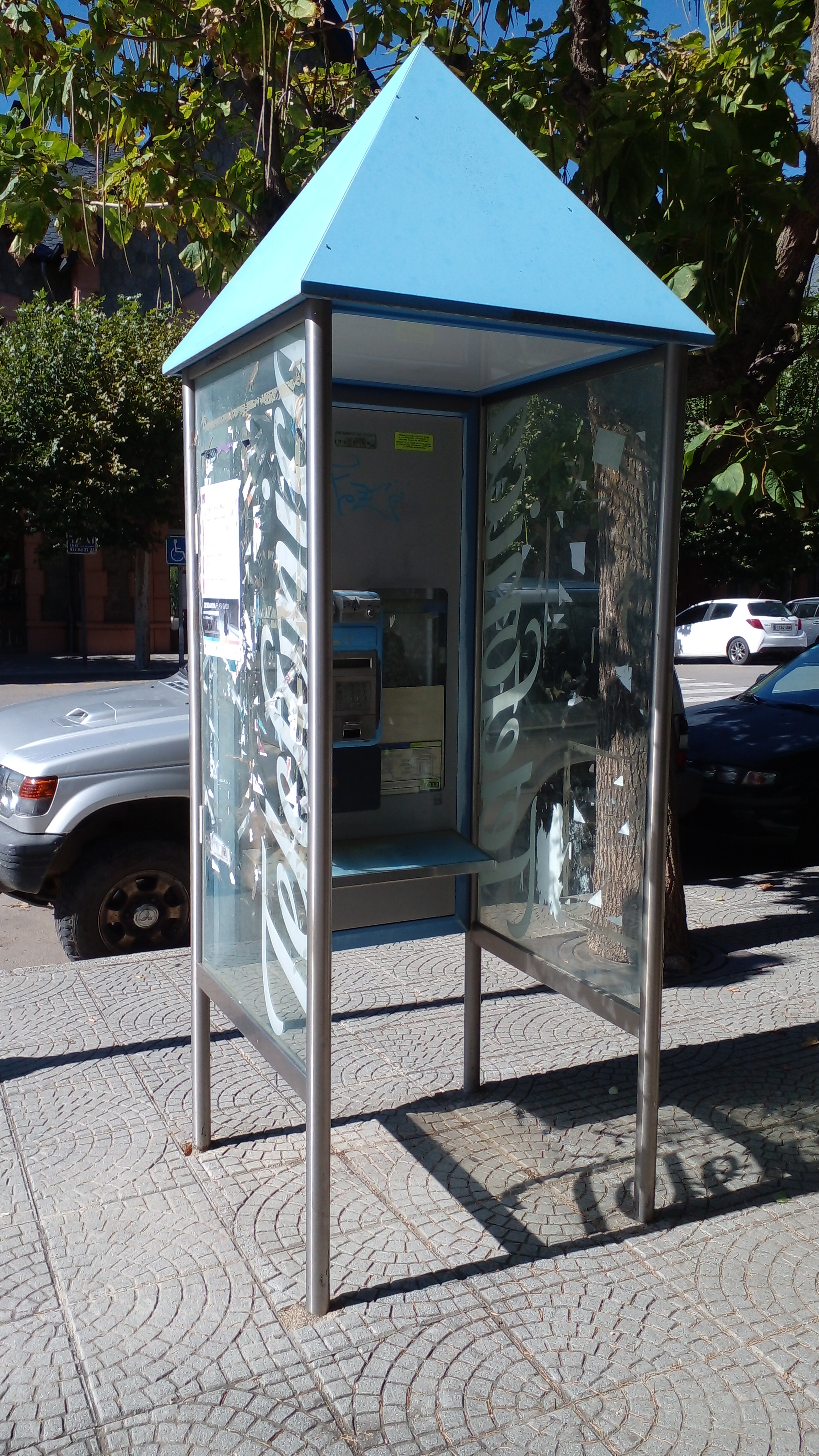
Telèfon públic Puigcerdà

Un telèfon públic és un telèfon que funciona introduint monedes, targetes telefòniques o targetes de crèdit, generalment es trobaven en cabines telefoniques o en llocs públics de molta afluència.
La cabina telefònica va ser inventat l'any 1989 per William Gray als Estats Units. A Barcelona, els primers telèfons publics van arribar als anys 1960. A l'apogeu el 1999, n'hi havia prop de 67.000 a tot l'Estat Espanyol.
Després de més d'un segle de bons serveis, des que la telefonia mòbil es va popularitzar al principi del segle xx la telefonia mòbil es va popularitzar a poc a poc van desaparèixer del paisatge. El 2023, el Museu Nacional de la Ciència i la Tècnica de Catalunya va incorporar una de les darreres cabines telefoniques de Catalunya en les col·leccions.

## Descripció

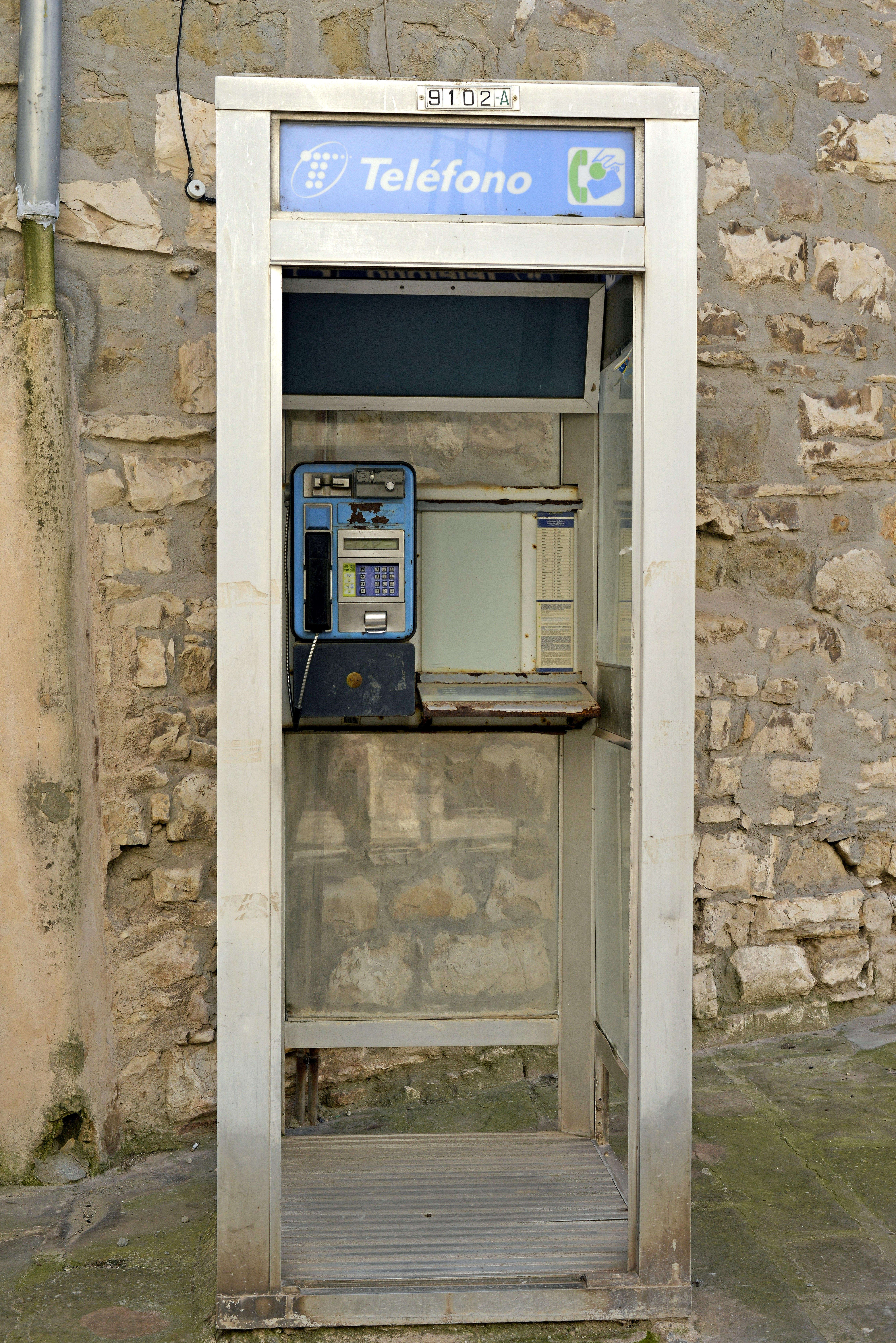
Telèfon públic a l'Alta Segarra

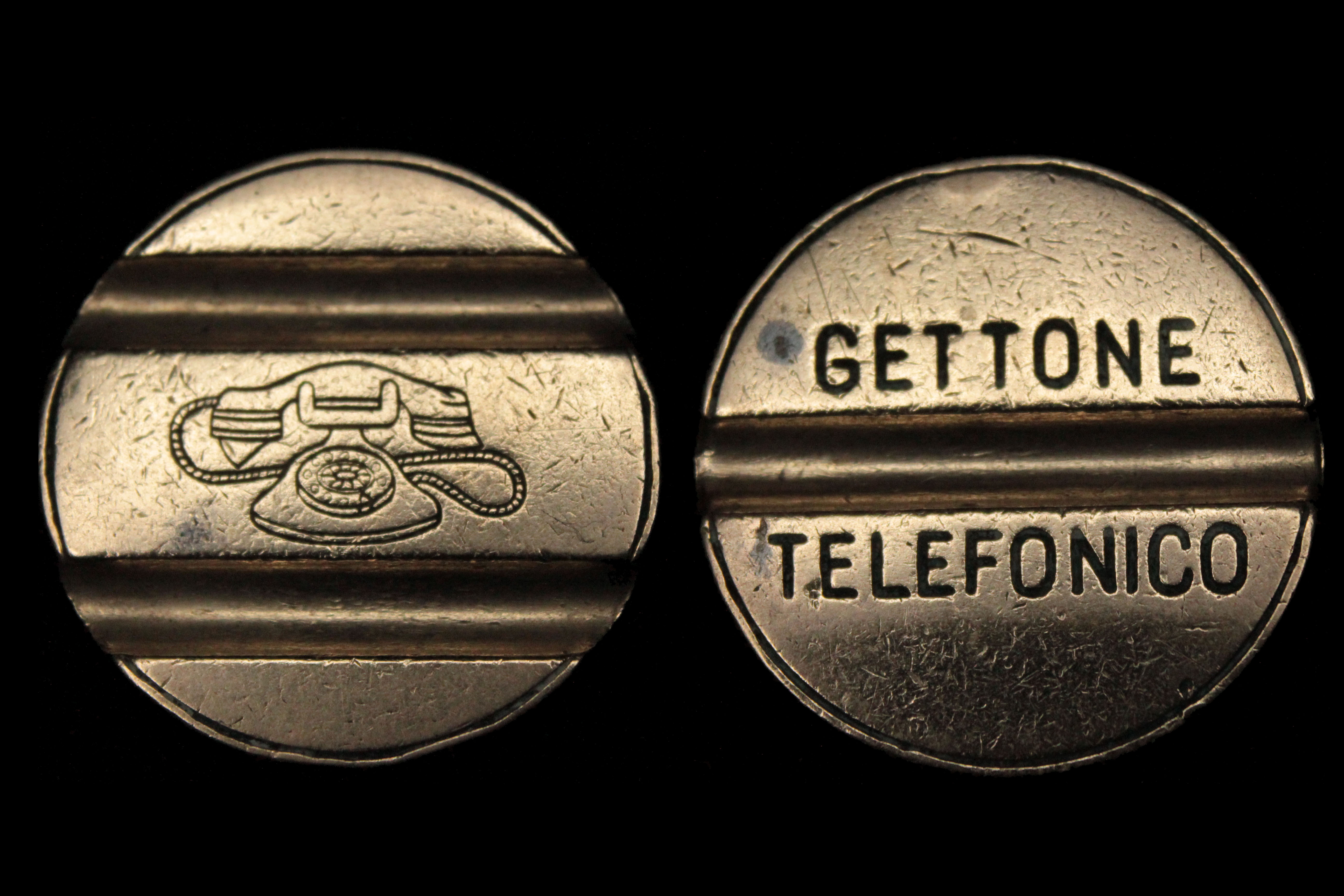
Fitxa de telèfon italiana

Solia ser operat per monedes, sovint dins d'una cabina telefònica o un cobert, fins que als anys 1980 es van introduir sistemes de prepagament mitjançant targetes bancàries o targetes prepagades, per reduir la costosa logística de monedes — també font de vandalisme. Els telèfons públics en certs països en el passat feien servir fitxes telefòniques, venudes en botigues locals o oficis de correus.
En certs països, els telèfons també podien rebre trucades o hi havia la possibilitat de demanar que el receptor pagui la comunicació, totes solucions per a qui no tenia prou monedes.
Les empreses de Telecomunicacions han tractat d'aconseguir aliances estratègiques amb les empreses de Telefonia Mòbil, per poder baixar les tarifes a mòbils des de les cabines telefòniques; però ha estat infructuós, el nombre d'usuaris d'aquest servei ha seguit baixant a mínims. Des de 2010 Telefònica a Espanya va començar a desmuntar la xarxa de telèfons públics.
Aquests equips a diferència de la telefonia analògica de casa, funcionen amb un sistema anomenat reversió de polaritat.

## Galeria

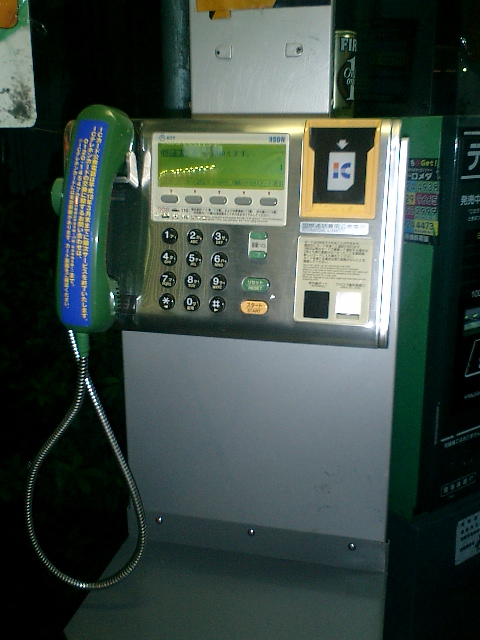
Telèfon públic al Japó
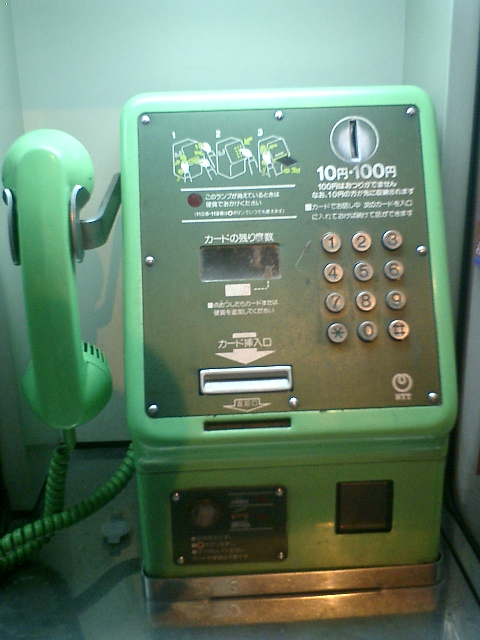
Telèfon públic al Japó
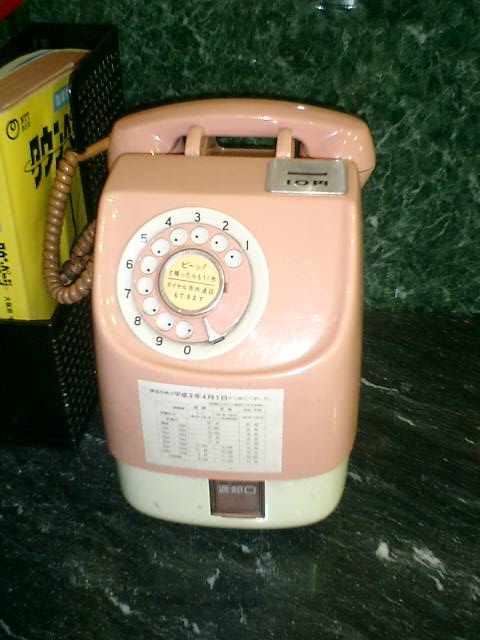
Telèfon públic rosat al Japó
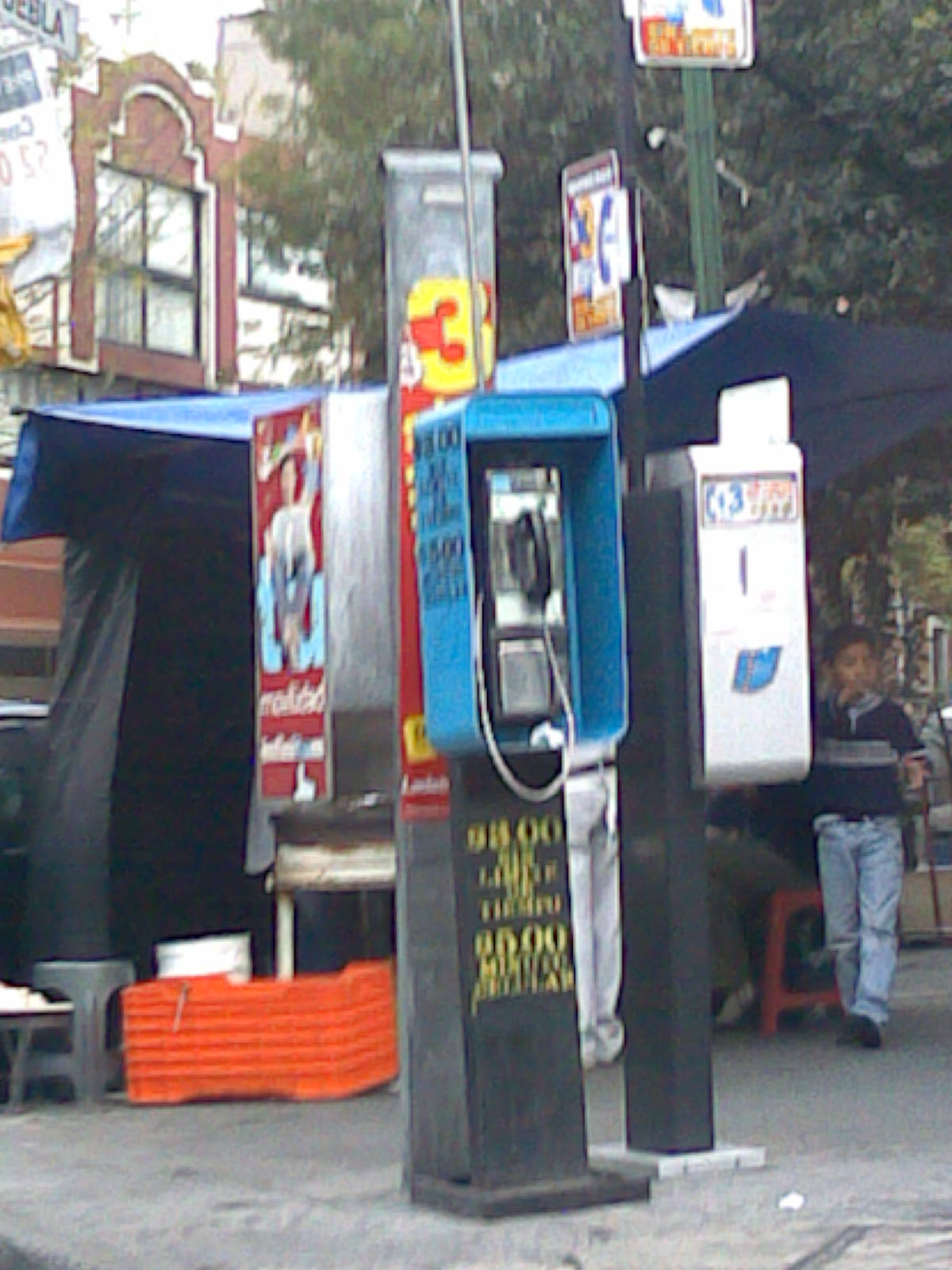
Telèfons públics a Mèxic
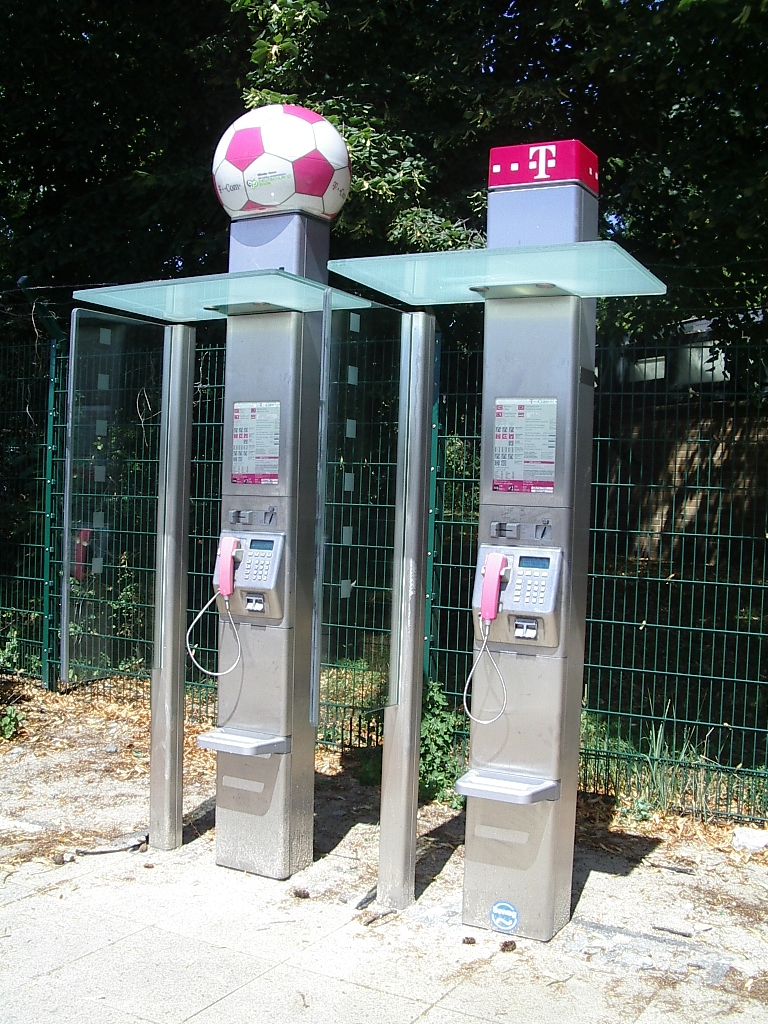
Telèfons públics a Alemanya
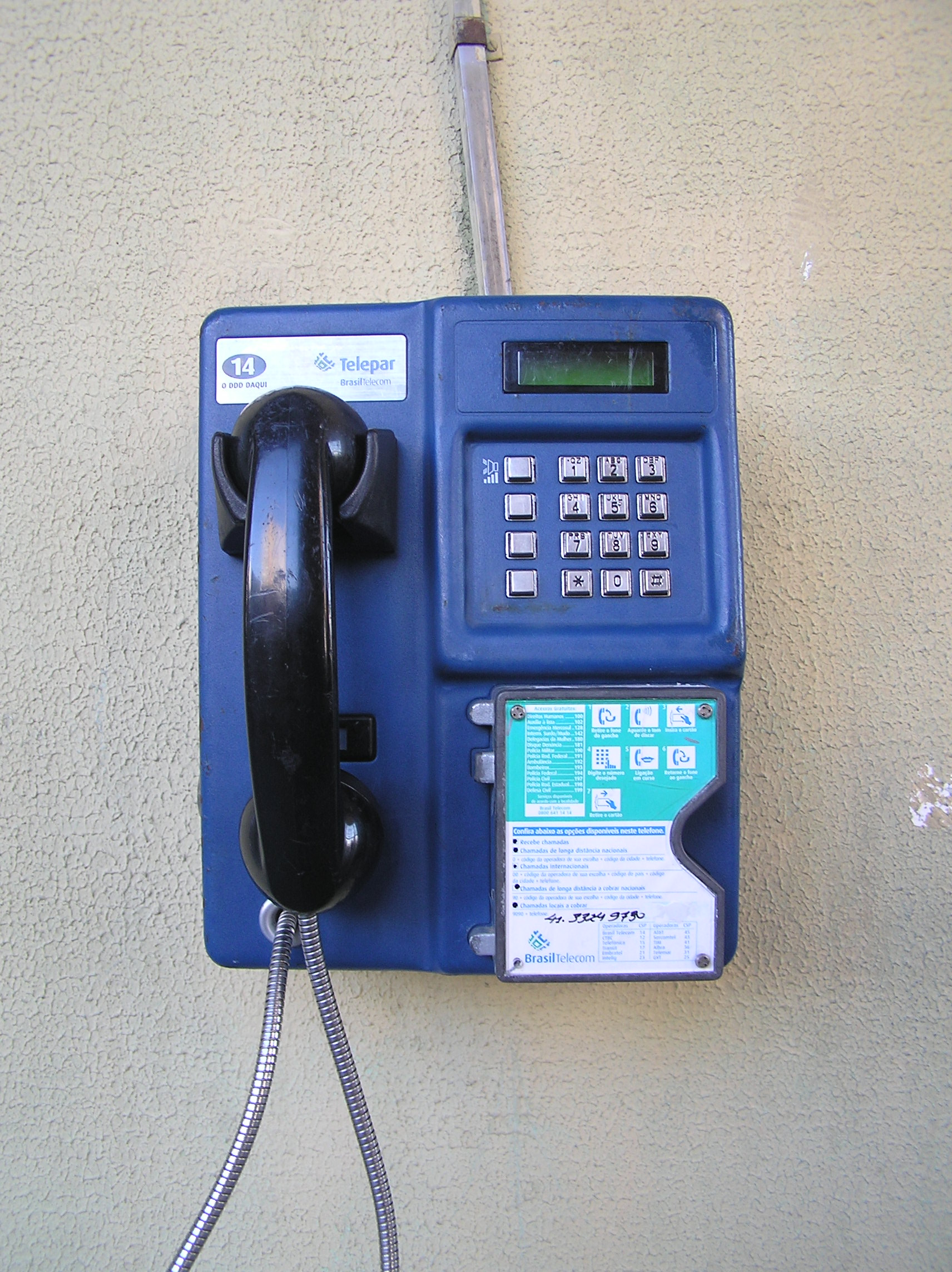
Telèfon públic al Brasil
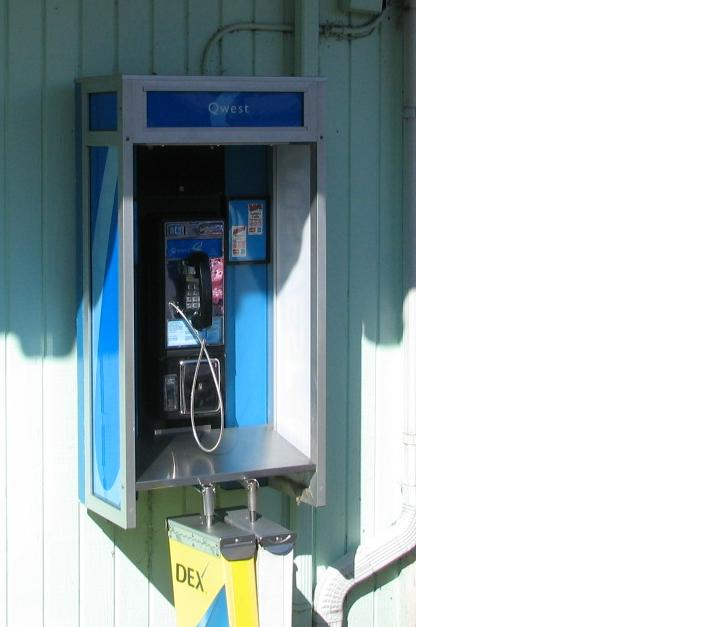
Telèfon públic als Estats Units